# Mario Stancati
Mario Stancati (... – Cosenza, 16 giugno 2014) è stato un politico italiano.
Avvocato, storico esponente della Democrazia Cristiana cosentina, fu a lungo consigliere comunale e sindaco di Cosenza dal gennaio 1963 al novembre 1967. Ultimo di undici fratelli, molti dei quali noti a livello nazionale, Mario Stancati annovera nelle sue parentele personaggi illustri della storia cosentina ed italiana, rampollo di una famiglia delle famiglie più note a livello istituzionale del mezzogiorno. Durante il suo ultimo mandato riaprì il Teatro Rendano, che era rimasto chiuso dopo i danni del bombardamento del 1943. Durante il suo mandato venne anche inaugurato lo Stadio San Vito, nell’originale forma a ferro di cavallo, con l’inaugurale partita Italia-Cipro vinta dagli Azzurri.